# Bear's Den
Bear’s Den est un groupe de musique folk rock originaire de Londres.

## Membres
- Andrew Davie : chant, guitare
- Kevin Jones : chant, batterie
- Joey Haynes  : chant, banjo

## Discographie

### Albums studio
- 2014 - Islands
- 2016 - Red Earth & Pouring Rain
- 2019 - So that You Might Hear Me
- 2020 - Fragments (Bear’s Den + Paul Frith)
- 2022 - Blue Hours

### EP
- EP (2012)
- Agape (2013)
- Without/Within (2013)
- Elysium (2014)